# Asnières-en-Bessin
Ne doit pas être confondu avec Anères.
Pour les articles homonymes, voir Asnières.
Asnières-en-Bessin est une commune française, située dans le département du Calvados en région Normandie, peuplée de 71 habitants.

## Géographie
Asnières-en-Bessin se trouve dans le Bessin, dans le parc naturel régional des Marais du Cotentin et du Bessin, à vingt kilomètres de Bayeux et à trois kilomètres d'Omaha Beach. Le cours d'eau le Véret traverse le village.
| Englesqueville-la-Percée |                    | Louvières            |
| Deux-Jumeaux             | Asnières-en-Bessin |                      |
| Longueville              | Écrammeville       | Formigny Aignerville |

### Hydrographie
La commune est située dans le bassin Seine-Normandie. Elle est drainée par le Véret et le ruisseau du Fontaine du Beau,,.
Le Véret, d'une longueur de 13 km, prend sa source dans la commune de Formigny La Bataille et se jette  dans la baie de Seine à Grandcamp-Maisy, après avoir traversé six communes. 

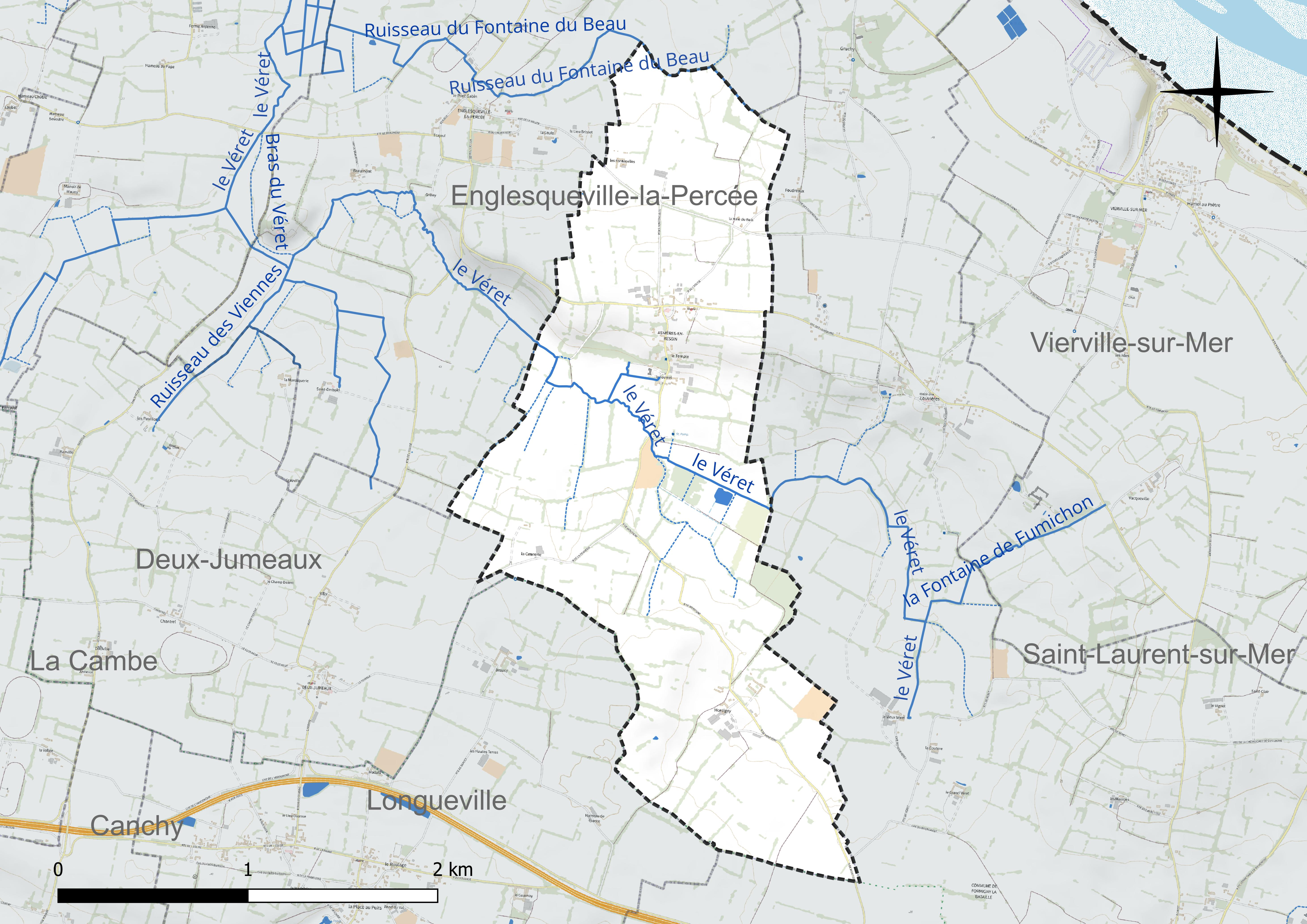
Réseau hydrographique d'Asnières-en-Bessin.

### Climat
Pour des articles plus généraux, voir Climat de la Normandie et Climat du Calvados.
En 2010, le climat de la commune est de type climat océanique franc, selon une étude du CNRS s'appuyant sur une série de données couvrant la période 1971-2000. En 2020, Météo-France publie une typologie des climats de la France métropolitaine dans laquelle la commune est exposée à un climat océanique et est dans la région climatique Normandie (Cotentin, Orne), caractérisée par une pluviométrie relativement élevée (850 mm/a) et un été frais (15,5 °C) et venté. Parallèlement le GIEC normand, un groupe régional d'experts sur le climat, différencie quant à lui, dans une étude de 2020, trois grands types de climats pour la région Normandie, nuancés à une échelle plus fine par les facteurs géographiques locaux. La commune est, selon ce zonage, exposée à un « climat maritime », correspondant au Cotentin et à l'ouest du département de la Manche, frais, humide et pluvieux, où les contrastes pluviométrique et thermique sont parfois très prononcés en quelques kilomètres quand le relief est marqué.
Pour la période 1971-2000, la température annuelle moyenne est de 10,9 °C, avec une amplitude thermique annuelle de 11,1 °C. Le cumul annuel moyen de précipitations est de 833 mm, avec 13 jours de précipitations en janvier et 7,9 jours en juillet. Pour la période 1991-2020, la température moyenne annuelle observée sur la station météorologique la plus proche, située sur la commune de Balleroy-sur-Drôme à 22 km à vol d'oiseau, est de 11,2 °C et le cumul annuel moyen de précipitations est de 924,3 mm,. Pour l'avenir, les paramètres climatiques de la commune estimés pour 2050 selon différents scénarios d'émission de gaz à effet de serre sont consultables sur un site dédié publié par Météo-France en novembre 2022.

## Urbanisme

### Typologie
Au 1er janvier 2024, Asnières-en-Bessin est catégorisée commune rurale à habitat très dispersé, selon la nouvelle grille communale de densité à 7 niveaux définie par l'Insee en 2022.
Elle est située hors unité urbaine et hors attraction des villes,.

### Occupation des sols

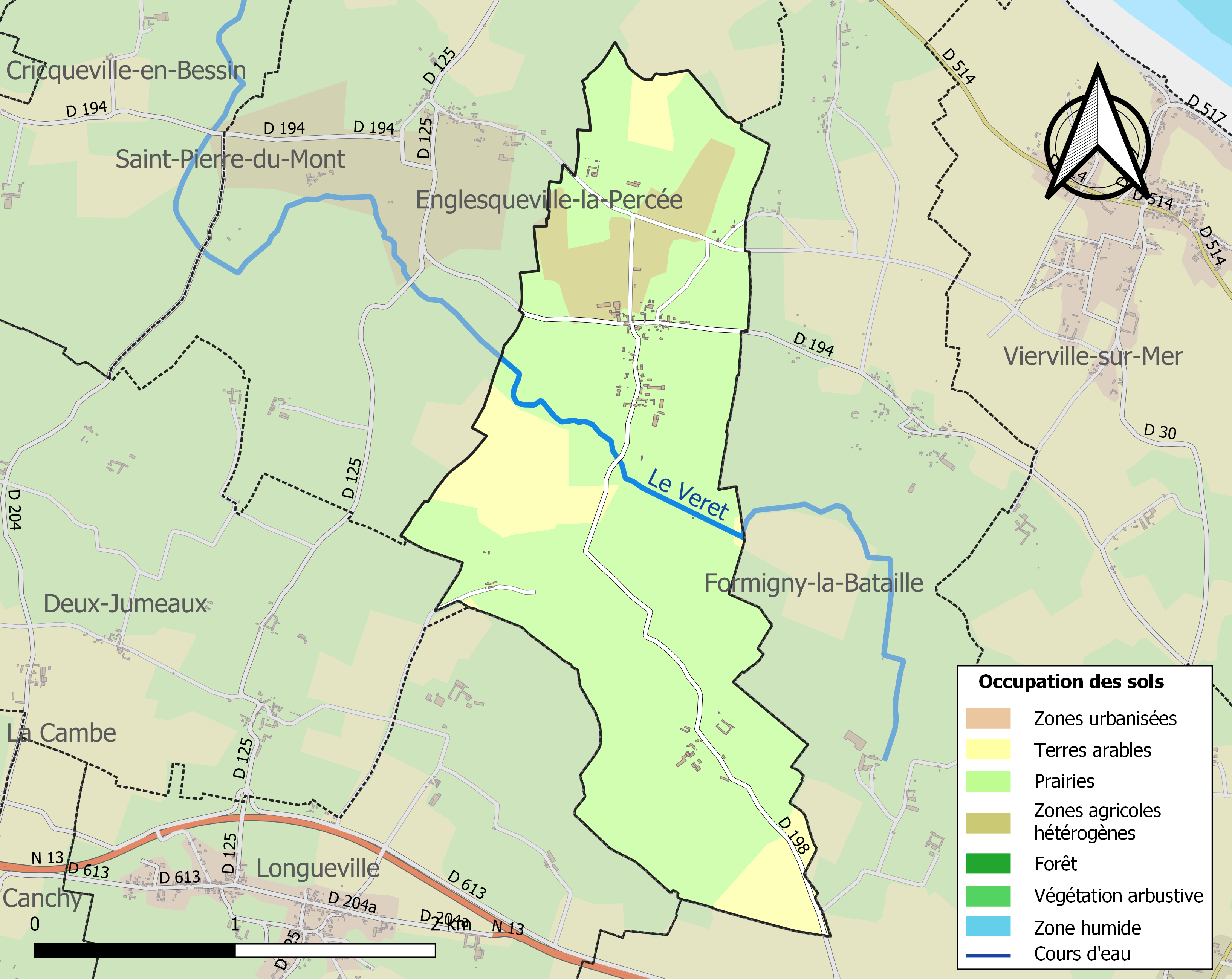
Carte des infrastructures et de l'occupation des sols de la commune en 2018 (CLC).

L'occupation des sols de la commune, telle qu'elle ressort de la base de données européenne d'occupation biophysique des sols Corine Land Cover (CLC), est marquée par l'importance des territoires agricoles (100 % en 2018), une proportion identique à celle de 1990 (100 %).
La répartition détaillée en 2018 est la suivante : prairies (78,4 %), terres arables (13,5 %), zones agricoles hétérogènes (8,1 %).
L'évolution de l'occupation des sols de la commune et de ses infrastructures peut être observée sur les différentes représentations cartographiques du territoire : la carte de Cassini (XVIIIe siècle), la carte d'état-major (1820-1866) et les cartes ou photos aériennes de l'IGN pour la période actuelle (1950 à aujourd'hui).

## Toponymie
Le nom de la localité est attesté sous les formes Aneriœ en 1082, Asneriœ en 1198, Haneiras, Asnières en 1230,.
Il rappelle la présence de l'âne « lieu où l'on élève des ânes », un animal qui a une grande place dans l'histoire, dans la vie de tous les jours.
-en-Bessin est officiel depuis 1937. Le Bessin est un pays de la Normandie autrefois appelé Pagus Baiocensis (pays de Bayeux).
Le gentilé est Asnièrois.

## Histoire

### Moyen Âge
La première mention d'Asnières date de 1069, dans un acte relatif au prieuré de Saint-Gabriel, lorsque Néel de Brévands donne au prieuré l'église de Brévands, avec l'accord de son épouse, de son fils, et de son frère, Gilbert d'Asnières (Gisleberto quoque de Asneriis fratre meo).
En 1082, Raoul d'Asnières donne à l'abbaye de la trinité de Caen 36 acres qu'il tient en ce lieu (in eadem villa Aneriis), avec l'accord de Guillaume de Colombières, la terre relevant du fief de ce dernier comme le rapporte la grande pancarte de la confirmation générale du patrimoine de la Trinité de Caen. Dans une charte confirmative des biens de l'abbaye de Troarn, rédigée vers 1080-1082, Adelaïde de Langrune, sœur de Robert de Rémilly, donne 11 acres de terre dont 5 à Asnières (in Aneires).
Au  début du XIIe siècle, la famille de Say possédait des biens à Asnières. Jourdain de Say et son épouse Lucie, donnèrent notamment à l'abbaye d'Aunay-sur-Odon, une terre rendant deux muids de froment à Asnières (ad Haneiras).
L'enquête de 1133 sur les fiefs de l'évêché de Bayeux nous indique l'existence à Asnières du fief Maulevrier qui devait le service d'un demi-fief à l'évêque de Bayeux et que Robert de Gloucester usurpa un temps avant de le restituer en 1146 à l'évêque.
À la fin du XIIIe et au début du XIVe siècle, ce sont les Hottot de Beaumont-le-Richard qui sont seigneurs d'Asnières à la suite du mariage de Philippe de Hottot avec Jeanne du Hommet, fille de Jourdain III du Hommet, connétable de Normandie.
En 1446, à la fin de la guerre de Cent Ans, pendant l'occupation anglaise, c'est Thomas Appulton, écuyer, qui est seigneur d'Asnières, comme rapporté par le rôle de fouage paroissial.

### Temps modernes
Dès le milieu du XVIe siècle, les Le Patou sont attestés à Asnières. Vers 1673, Jean Le Patou, sieur de la Montagne, seigneur de Crémel, président en l'élection de Bayeux, conseiller du roi en la cour des aides de Rouen, fait reconstruire le manoir de la Montagne, qui nous est parvenu. Par la suite, la seigneurie d'Asnières passe à la famille de Baudre, à la suite du mariage d'Augustin de Baudre († 1782), bailli haut-justicier de l'abbaye de Cerisy avec Louise-Marguerite Le Patou, dame de Saint-Remy, fief d'Asnières, s'étendant à Longueville. C'est Jacques-Émile-Victor de Baudre, l'un des fils d'Augustin, qui lui succéda et épousa Jeanne-Louise-Félicité du Fayel.

### Révolution française et Empire
À la Révolution, Jacques-Émile-Victor, émigra et à son retour œuvra au rétablissement du culte qui n'intervint qu'en 1824, date ou l'église d'Asnières fut érigée en succursale.

### Époque contemporaine
La fille de Jacques-Émile-Victor, épousa le vicomte de la Villeurnoy, et par la suite le château échut dans les mains d'Édouard-Alexandre Le Chartier, maire et conseiller d'Isigny et fut acquis, en 1891, par Arthur-Jacques Le Duc, maire d'Asnières du 15 janvier 1893 à sa mort en février 1918.

#### Seconde Guerre mondiale
Alors que la commune avait été à peu près épargnée par les combats du débarquement, le jeudi 25 octobre 1945, l'explosion accidentelle d'un dépôt d'explosifs, à 200 m du bourg, composé de cheddite et de dynamite entraîna la mort de 35 personnes : 24 prisonniers allemands, 7 soldats américains, 4 civils, faisant 20 blessés graves, et laissant 110 personnes sans abri. Une croix, sur un socle de pierre et de ciment, se dresse sur la gauche, à l'entrée de la commune en venant de Louvières, afin de commémorer la catastrophe. On peut y lire : « À la mémoire des victimes de l'explosion du 25 octobre 1945 ».

## Politique et administration
| Période                                  | Période   | Identité            | Étiquette | Qualité             |
| ---------------------------------------- | --------- | ------------------- | --------- | ------------------- |
| 1893                                     | 1918      | Arthur Le Duc       |           | Sculpteur           |
|                                          |           |                     |           |                     |
| 1983                                     | mars 2008 | Paulette Cuillandre | SE        |                     |
| mars 2008                                | En cours  | Patrick Deshayes    | SE        | Exploitant agricole |
| Les données manquantes sont à compléter. |           |                     |           |                     |

## Démographie
L'évolution du nombre d'habitants est connue à travers les recensements de la population effectués dans la commune depuis 1793. Pour les communes de moins de 10 000 habitants, une enquête de recensement portant sur toute la population est réalisée tous les cinq ans, les populations de référence des années intermédiaires étant quant à elles estimées par interpolation ou extrapolation. Pour la commune, le premier recensement exhaustif entrant dans le cadre du nouveau dispositif a été réalisé en 2005.
En 2022, la commune comptait 71 habitants, en évolution de +10,94 % par rapport à 2016 (Calvados : +1,58 %, France hors Mayotte : +2,11 %).
| 1793 | 1800 | 1806 | 1821 | 1831 | 1836 | 1841 | 1846 | 1851 |
| ---- | ---- | ---- | ---- | ---- | ---- | ---- | ---- | ---- |
| 278  | 219  | 227  | 219  | 244  | 249  | 219  | 201  | 201  |

| 1856 | 1861 | 1866 | 1872 | 1876 | 1881 | 1886 | 1891 | 1896 |
| ---- | ---- | ---- | ---- | ---- | ---- | ---- | ---- | ---- |
| 185  | 191  | 186  | 166  | 147  | 141  | 165  | 141  | 148  |

| 1901 | 1906 | 1911 | 1921 | 1926 | 1931 | 1936 | 1946 | 1954 |
| ---- | ---- | ---- | ---- | ---- | ---- | ---- | ---- | ---- |
| 123  | 121  | 139  | 132  | 124  | 110  | 121  | 107  | 101  |

| 1962 | 1968 | 1975 | 1982 | 1990 | 1999 | 2005 | 2006 | 2010 |
| ---- | ---- | ---- | ---- | ---- | ---- | ---- | ---- | ---- |
| 106  | 91   | 91   | 74   | 61   | 55   | 63   | 63   | 58   |

| 2015 | 2020 | 2022 | - | - | - | - | - | - |
| ---- | ---- | ---- | - | - | - | - | - | - |
| 64   | 69   | 71   | - | - | - | - | - | - |

## Économie
La commune se situe dans la zone géographique des appellations d'origine protégée (AOP) Beurre d'Isigny et Crème d'Isigny.

## Culture locale et patrimoine

### Lieux et monuments
- Église Saint-Vigor, classée au titre des monuments historiques par liste de 1840[31].
- Château d'Asnières-en-Bessin, construit en 1693, remanié en 1783.
- Château du Fournet. Au XVe siècle, un Jean de Vérigny est seigneur du Fournet[32].

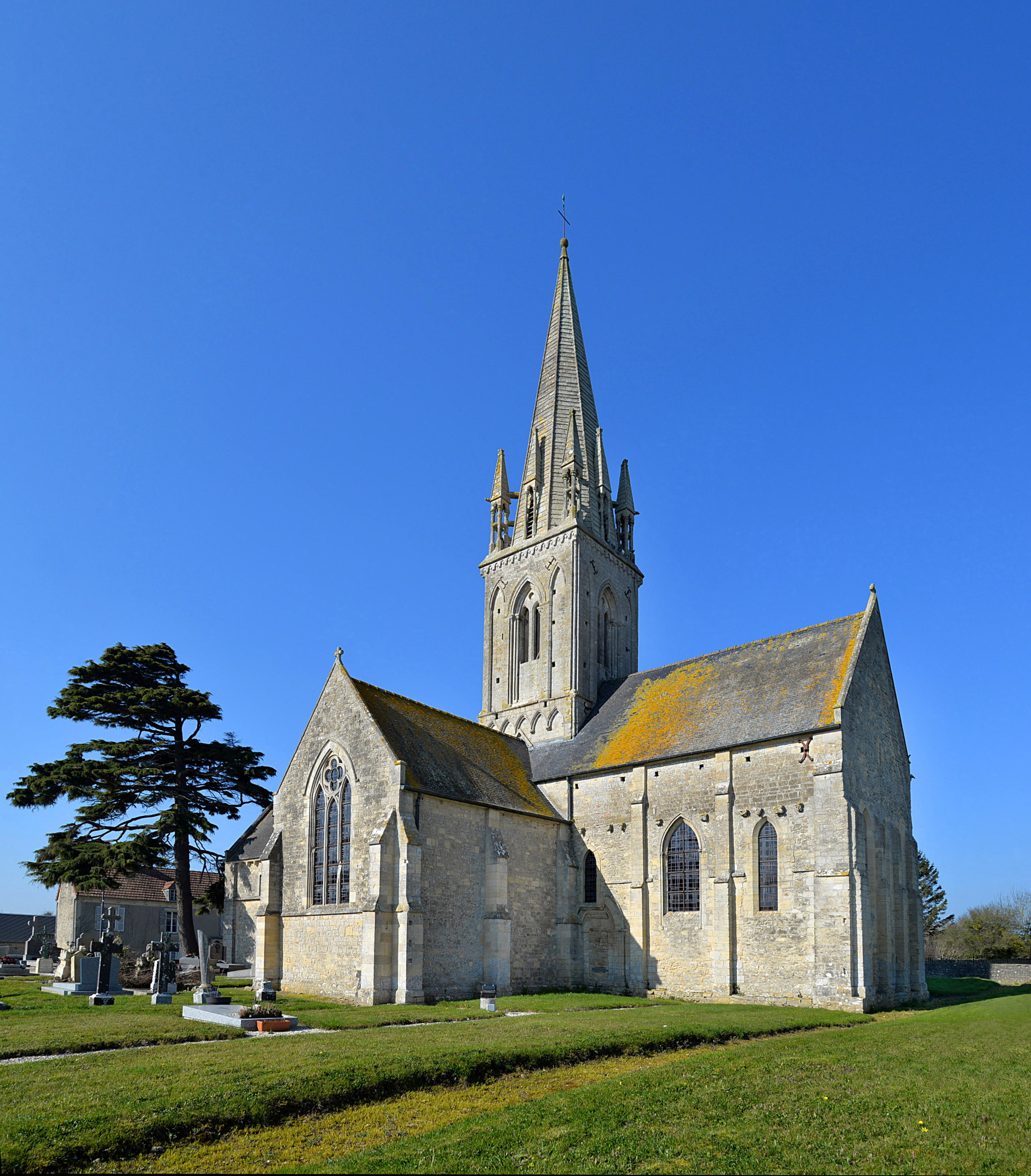
L'église Saint-Vigor.
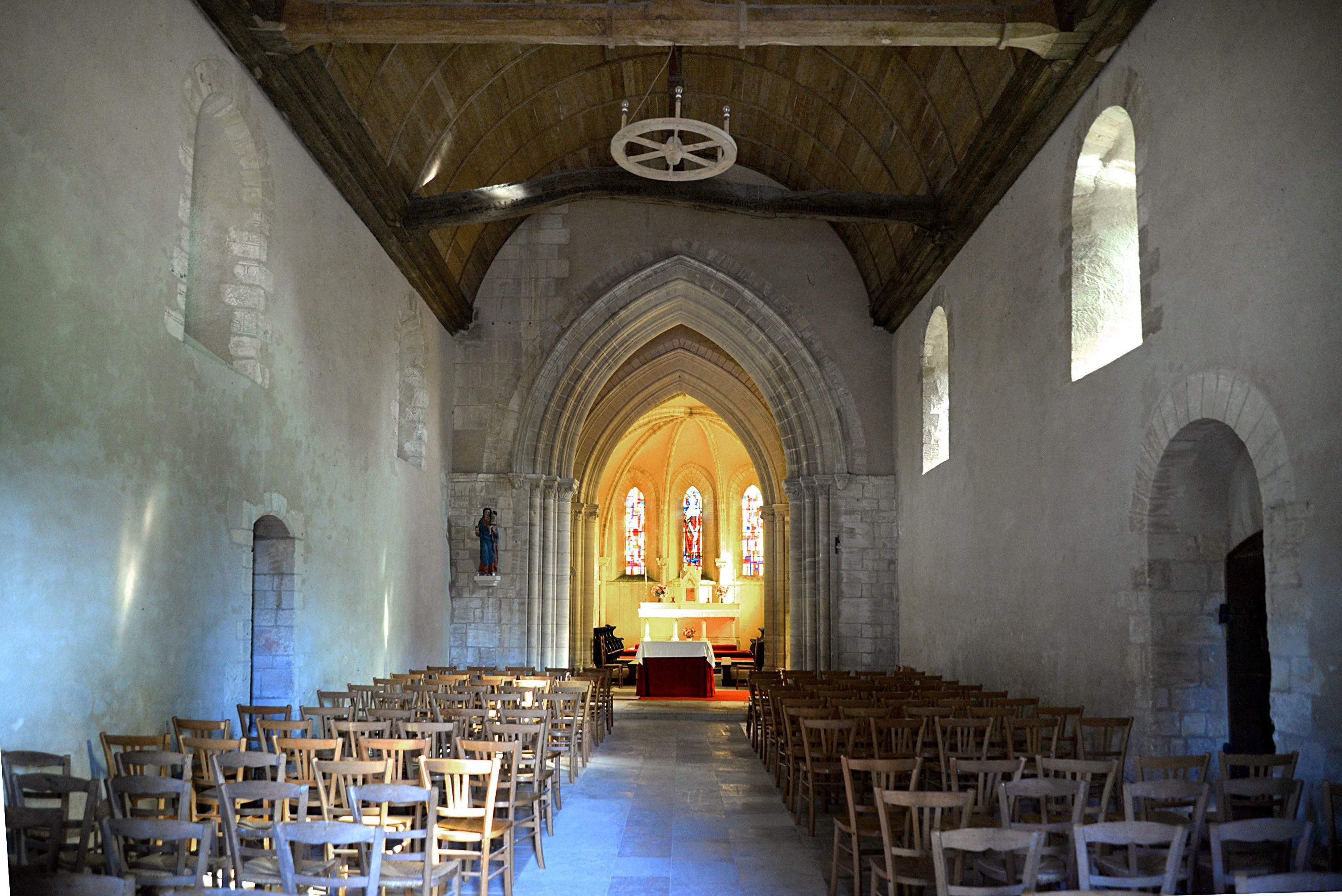
La nef de l'église Saint-Vigor.

### Personnalités liées à la commune
Le sculpteur Arthur Le Duc (1848-1918) fut le maire de cette commune de 1893 à sa mort.
Albert Anne (1908-1944), résistant membre du réseau Alliance (réseau de la résistance intérieure française pendant la Seconde Guerre mondiale), fut arrêté par la Gestapo le 5 mai 1944 à Asnières-en-Bessin, où il exerçait le métier de forgeron et exécuté à la maison d'arrêt de Caen le 6 juin 1944.